# Karsay Sándor
Téthi Karsay Sándor (Győr, 1814. március 15. – Győr, 1902. június 4.) a Dunántúli evangélikus egyházkerület szuperintendense (azaz püspöke) 1866-tól 1895-ig, királyi tanácsos.

## Élete
Győrött született, hol atyja, Karsay Sándor teológiai tanfolyamot végzett prédikáló tanító volt, később lelkész Rétiben. Iskoláit Sopronban végezte, ahol kiváló tehetségével és szorgalmával korán magára vonta Kis Jánosnak, az ottani szuperintendensnek és írónak figyelmét, aki őt úgy a komoly tudományok mint a magyar irodalom művelésére hathatósan serkentette. Kis János egyházi beszédeit, magyar irodalmi dolgozatait többször Karsaynak mondta tollba, szórakozásul pedig Horatius ódáit olvasgatta s magyarázta előtte. Hogy nem siker nélkül, mutatja az, hogy az 1794-ben alapított soproni magyar társaság pénztárnokául Karsayt választották meg. Miután a tanulói pályát, a három teológiai évvel Sopronban bevégezte, 1833-ban, tiltva lévén magyar ifjaknak a külföldi egyetemekre menetel, Bécsbe ment teológiára. Egy évi tanulás után Zay Károly gróf hívta meg gyermekei nevelőjeül. Ezen állásban két évet töltött, mely idő alatt a közel eső Nagyszombatban német egyházi beszédek tartásában is gyakorolta magát. 
1837-ben Mencshelyen (Veszprém vármegye) szentelték fel káplánnak, majd a lelkésze elhunytával ennek utódjául választották meg lelkésznek. 1847-ben kinevezték egyházkerületi aljegyzővé, 1866-ban a dunántúli evangélikus egyházkerület püspökévé s 1867-ben győri lelkésszé. Rendes teendőinek végzése mellett főfigyelmét a népnevelés fejlesztésére s felvirágoztatására, a lelkész- és tanító-özvegyek és árvák teljesen elhanyagolt anyagi helyzetének jobbítására fordította. E célból az általa szervezett nyugdíjintézet alapjának növelésén Pálffy József lelkésszel legtöbbet fáradozott, úgy hogy míg az 1860 körül alig harmadfélezer forint felett rendelkezett a nyugdíjalap, a tőkéje a századfordulóra 100 000 forintot is meghaladta. Az egyházkerület iskoláinak módszeres vezetése sem kerülte ki figyelmét; 1838-ban indítványba hozta a tanítói értekezletek tartását. 1895. július 7-én szembetegsége miatt körlevélben tudatta, hogy lemond püspöki hivataláról. Őfelsége előbb királyi tanácsosi címmel, majd 1887-ben magyar nemességgel tüntette ki téthi előnév adományozásával. A győri köztemetőben nyugszik, szülővárosától díszsírhelyet kapott.
Számos vallásos költeményt írt és fordított, kivált Geroktól, melyek a Protestáns képes Naptárban (1857), a Protestáns árvaházi Naptárban, a protestáns lapokban és folyóiratokban jelentek meg. A Protestáns Pap c. lapnak is munkatársa volt.

## Munkái
- Általános és részletes tanmód. Protestáns népiskolai tanítók számára vezérfonalul. Pápa, 1844
- Gyűlést megnyitó beszéd Haubner Máté ... superintendenssé történt megválasztása és főpásztori hivatalába lett felavattatása alkalmával Pápán 1846. okt. 6. Uo. (Borbély József és Haubner M. beszédeivel együtt)
- Oltári beszéd a nagydémi ev. fiókegyház templomszentelésén. Uo. 1858 (mások beszédeivel együtt)
- Egyházi beszéd, melyet üdvözült gr. Széchenyi István tiszteletére a pápai ev. egyházban 1860. máj. 6. tartott. Uo. 1860
- Beliczay Jónás életrajza. Bpest, 1880 (A Magyar protestáns egyháztörténelmi monographiák közt. Protestáns Theológiai Könyvtár 13.)
- Haubner Máté ev. superintendens fölött 1880. szept. 14. Sopronban tartott gyászbeszéd. Sopron, 1881 (Haubner Máté ev. superintendens Emléke c. munkában Poszvék Sándor emlékbeszédével és Haubner életrajzával együtt)
- Agenda vagyis az egyházi szertartások végrehajtásának módja. Bpest, 1889-90 (Czékus Istvánnal együtt)